# Manuel García (figlio)
Manuel Patricio Rodríguez García, passato alla storia con il nome semplificato di Manuel García, e spesso indicato dalla musicologia italiana, per distinguerlo dal padre, come Manuel García figlio (Madrid, 17 marzo 1805 – Londra, 1º luglio 1906), è stato un baritono e maestro di canto spagnolo.

## Biografia
Figlio del grande tenore Manuel García, ebbe da questi i suoi primi insegnamenti di canto e debuttò nella sua compagnia di giro, come baritono, interpretando a New York il ruolo di Figaro nel Barbiere di Siviglia di Rossini, nel 1825. Poiché però, a differenza del padre e delle sorelle Maria Malibran e Pauline Viardot, aveva mezzi vocali limitati, dopo quattro anni abbandonò definitivamente il palcoscenico, dedicandosi quindi a varie attività ed infine, a quella che lo renderà famoso, l'insegnamento del canto e l'osservazione analitica del fenomeno vocale. Nel 1835 fu nominato "Professore di canto" al Conservatorio di Parigi, nel 1840 pubblicò il suo primo studio di filologia vocale, Mémoire sur la voix humaine, e dal 1848 si trasferì a Londra, dove divenne "Professor of voice" presso la Royal Academy of Music, incarico che egli mantenne fino al 1895, pur non interrompendo mai, fino alla morte, l'insegnamento in privato. Anche suo figlio, Gustave Garcia fu, come lui, un noto baritono e insegnante di canto.
Morì a Londra, ultracentenario, nel 1906.

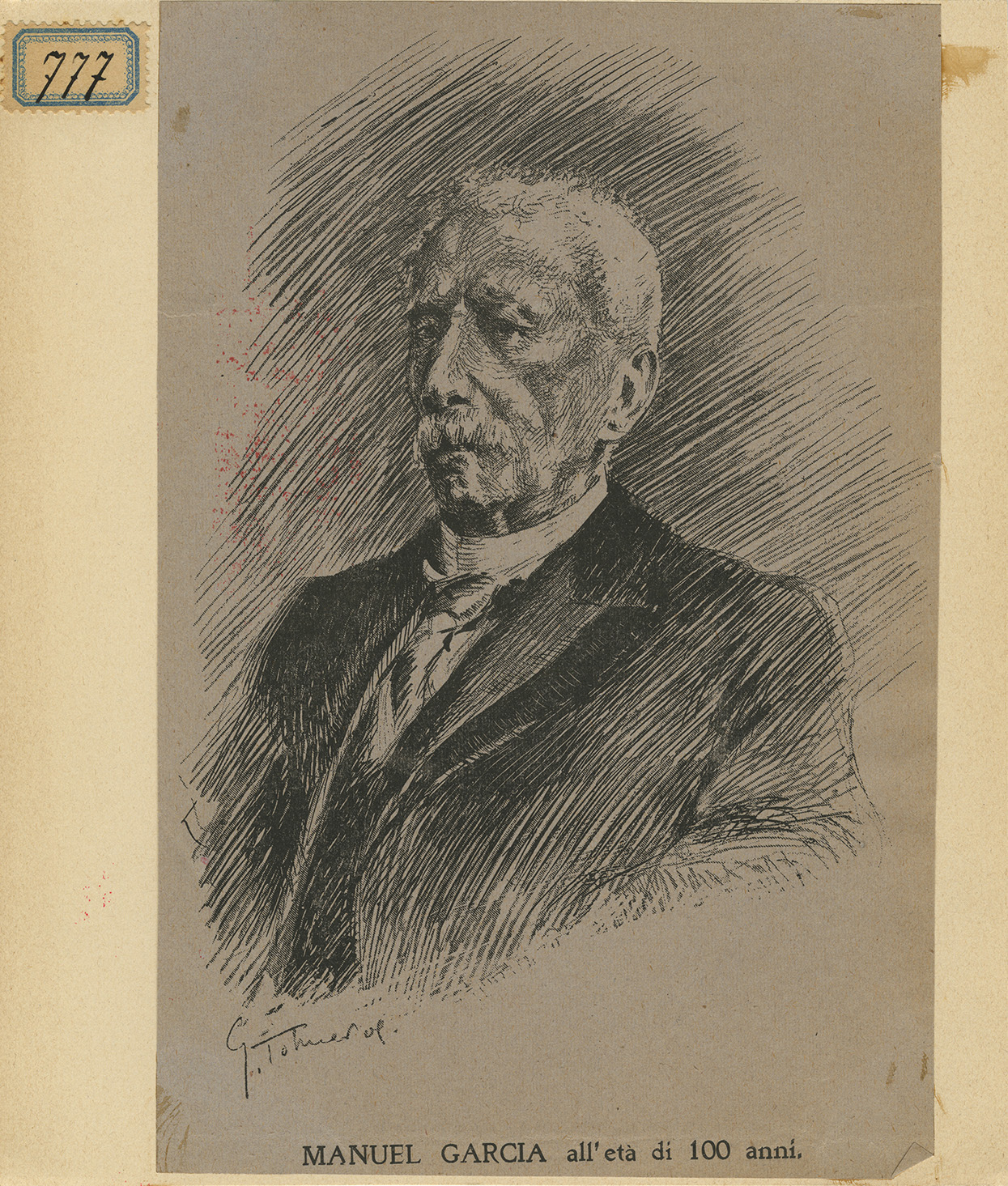
Ritratto di Manuel García (1905)
Archivio Storico Ricordi

## Arte e scienza del canto

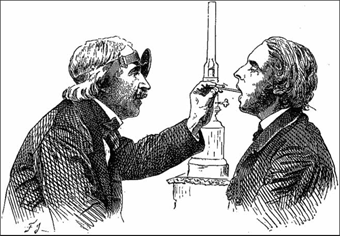
Il monitoraggio della funzione vocale con il laringoscopio
(dal Traité complet ..., 8ª ed., 1884)

Manuel García figlio viene concordemente ricordato come il più illustre docente di canto dell'800, e ciò sia in forza della pubblicazione, dal 1840 al 1847, dell'opera più importante scritta in materia, il Traité complet de l'Art du Chant, sia per l'invenzione del laringoscopio nel 1855, sia per la qualità e il numero dei suoi allievi, da Jenny Lind, a Erminia Frezzolini, a Johanna Wagner, fino a Aleksandr Mihajlovič Dodonov, Julius Stockhausen e Mathilde Marchesi, destinati a diventare, a loro volta, famosi didatti. In riconoscimento della sua attività scientifica, nel 1862 l'Università di Königsberg gli conferì la laurea honoris causa in medicina.
García ebbe il grande merito di cercare di superare il precedente carattere empirico della didattica del canto, sostanziandola con approfondite nozioni di fisiologia. Egli, che Rodolfo Celletti ha definito "il maggior teorico della scuola vocale rossiniana", codificò e sistematizzò i precetti e i princìpi appresi dal padre che coincidevano con quelli derivanti dalla tradizione settecentesca dell'arte del canto e che erano particolarmente adatti a rendere gli allievi capaci di affrontare il repertorio belcantista che su tale tradizione era germogliato: Gioachino Rossini quindi, ma, di seguito, Giacomo Meyerbeer, Giovanni Pacini, Vincenzo Bellini e Gaetano Donizetti. Secondo Celletti, le regole enunciate da García per quanto riguarda il passaggio di registro, lo studio della vocalizzazione, la respirazione diaframmatico-costale, sono state molto discusse nel corso dei decenni, ma mantengono ad oggi inalterata la loro validità. Anzi sarebbe stato proprio il mancato rispetto delle stesse a determinare probabilmente la decadenza delle voci femminili nella prima metà del XX secolo, e di quelle maschili, dagli anni '50 fino alle nuove leve degli anni '80 e susseguenti.